# Heilig-Geist-Kirche (Nümbrecht)

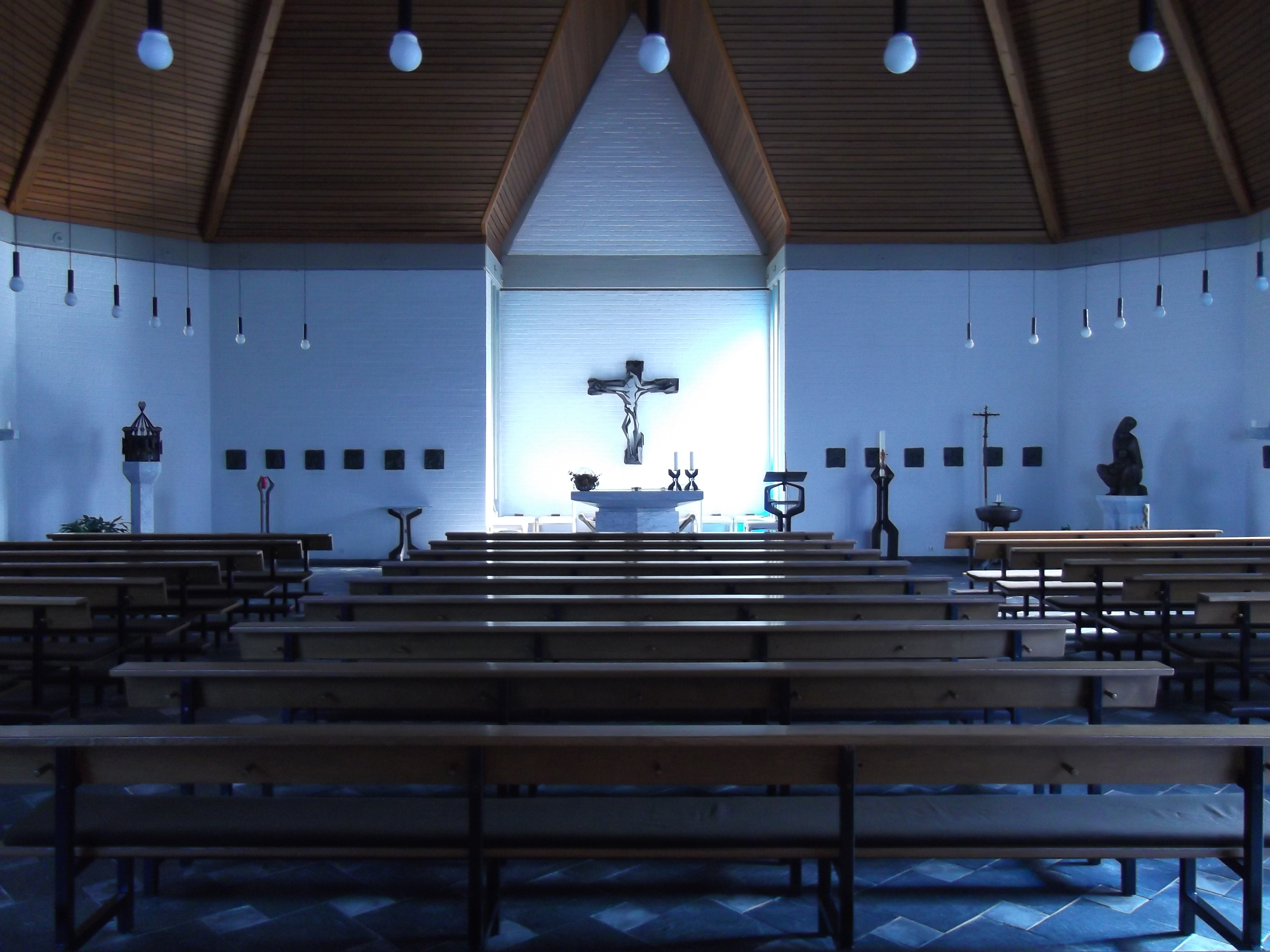
Kirchenschiff mit dem Altarkreuz von Wolfgang Göddertz (Mitte), der Madonna von Hanne Wagenknecht (rechts) und dem Tabernakel von Hans Joachim Lohmeyer (links).

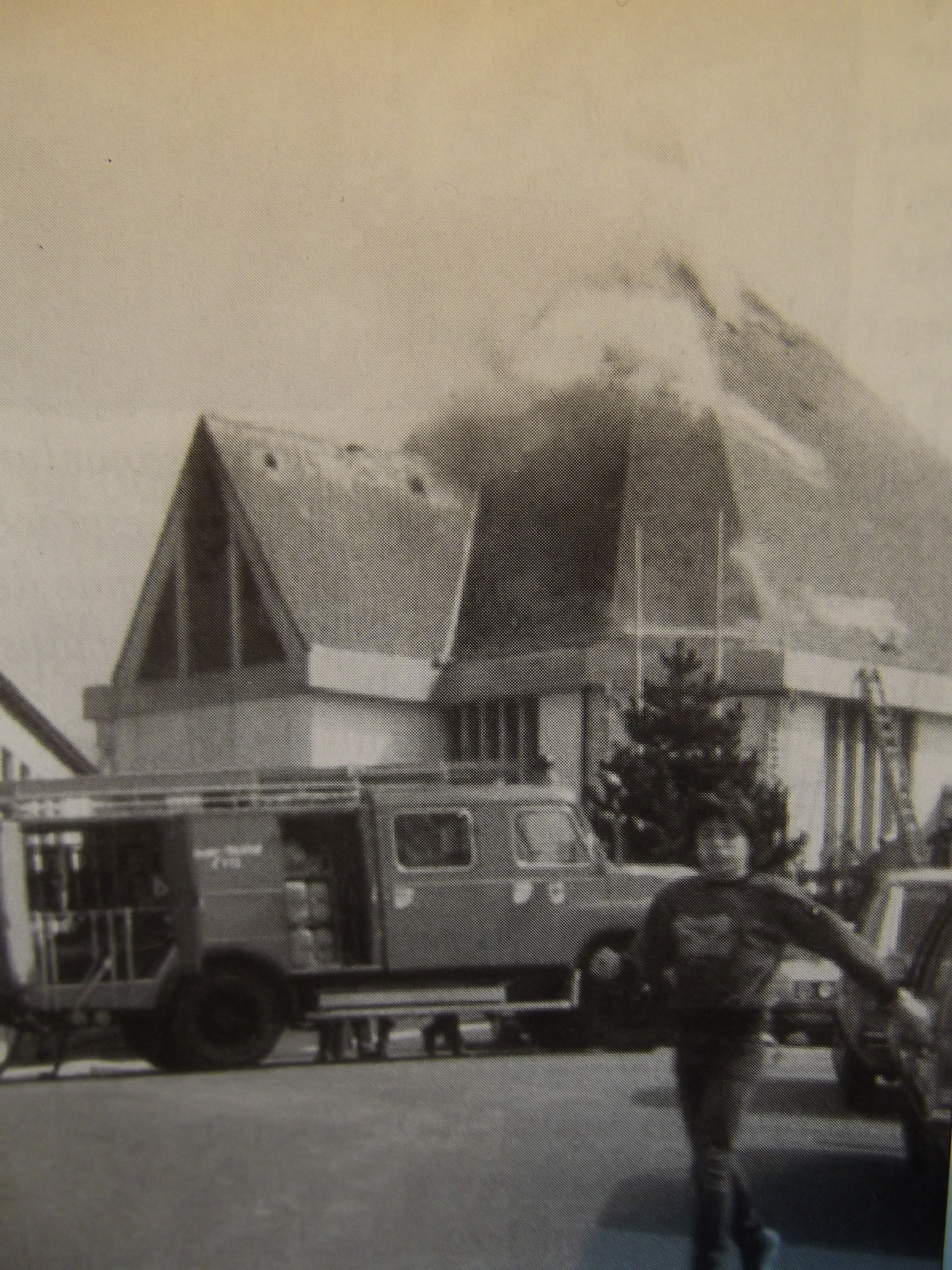
Blick auf den brennenden Dachstuhl der Kirche am 18. April 1984

Die katholische Heilig-Geist-Kirche ist eine Kirche in Nümbrecht, Oberbergischer Kreis, Deutschland. Es handelt sich um eine moderne Zeltform-Kirche im Baustil der 1970er-Jahre.
Die Kirche wurde nach Plänen des Kölner Architekten Hans Joachim Lohmeyer erbaut und am 13. November 1976 vom Kölner Erzbischof Joseph Kardinal Höffner feierlich konsekriert.

## Geschichte
Die Kirche in Nümbrecht verdankt ihre Entstehung vor allem Pfarrer Franz Stausberg, der im damaligen Erzbischof von Köln einen guten Weggefährten fand.
„Zum Lobe GOTTES und zum Heile der Gläubigen wurde im Jahr 1948 unter großen Opfern der Katholiken und durch beispielhafte Einsatzbereitschaft des damals zuständigen Kaplans Weiler in Nümbrecht ein Gotteshaus errichtet und dem Heiligen Geist geweiht.“ So beginnt die Urkunde zur Grundsteinweihe der heutigen katholischen Kirche an der Friedhofstraße im Jahr 1975. Die bescheidene Heilig-Geist-Kapelle in der Höhenstraße war fast drei Jahrzehnte das Zentrum für die katholischen Christen in Nümbrecht. Sie war die erste wieder katholische Andachtsstätte im Ort Nümbrecht. Seit 1563, als die Reichsherrschaft Homburg zum Protestantismus übertrat, existierte im Ort Nümbrecht keine katholische Kirche und Gemeinde mehr. Die katholische Bevölkerung der Herrschaft, die sich in der Minderheit befand, musste die Kirchen in den benachbarten bergischen Ortschaften Much oder Waldbröl aufsuchen. Katholische Taufen und Begräbnisse waren bis 1806 auf dem Gebiet der Herrschaft nicht erlaubt.
Die stetig wachsende Zahl von Gläubigen nach dem Zweiten Weltkrieg, gerade durch den Zuzug aus dem Osten, veranlasste die Pfarrgemeinde St. Michael Waldbröl zu einem Kirchenneubau, der den pastoralen und liturgischen Bedürfnissen gerecht werden konnte. Dazu gehörte der Bau einer größeren Kirche zum Feiern der Liturgie, eines Pfarrheimes als Ort für Veranstaltungen der Gemeinde und eines Pfarrhauses als Wohnstätte für einen Seelsorger vor Ort.
„In großer Freude und Dankbarkeit“ lud die Pfarrgemeinde St. Michael unter geistlicher Leitung von Pfarrer Franz Stausberg am 15. Juni 1975 zur Grundsteinweihe der neuen Filialkirche Heilig Geist ein. Den Grundstein weihte Prälat Joseph Kowalski im Auftrag von Erzbischof Höffner.
Ein Jahr später war das Bauwerk errichtet. Am 13. November 1976 konnten Kirche und Altar mit den Gebeinen des Heiligen Zeno und des Heiligen Crescentius von Perugia durch Kardinal Joseph Höffner geweiht und wieder unter das Patronat des Heiligen Geistes gestellt werden. Mit der Kirche wurde auch das Pfarrheim und das Wohnhaus als Pfarrzentrum fertiggestellt und der Gemeinde übergeben.
Am 18. April 1984, einen Tag vor Gründonnerstag, brannte der Dachstuhl der Kirche ab. Das Feuer brach über dem Altarraum aus und breitete sich rasch auf das gesamte Dach aus, da die Löscharbeiten, trotz schnellen Eintreffens der Feuerwehr, durch den Eternitschiefer und die Holzverkleidung erschwert wurden. Außerdem drohte die schwere Dachkrone von der Spitze des Daches zu stürzen. Nach Ermittlungen der Kriminalpolizei waren wahrscheinlich Lötarbeiten an den Dachrinnen Auslöser für den Brand, bei dem ein Schaden von über 1 Million D-Mark entstand. Den meisten Schaden richteten Ruß von verkohltem Holz und das Löschwasser an. Die kunstvollen Glasfenster blieben unversehrt. Die Glocke von Georg Claren wurde laut erstem Gutachten beschädigt und als nicht mehr „verwendbar“ einstuft und deshalb aus der Glockenstube entfernt. Schnell wurde im Pfarrheim eine Notkirche errichtet und für besondere Feste wurde die evangelische Kirche Nümbrecht zur Verfügung gestellt. Mit dem Wiederaufbau und der Renovierung wurde schnell begonnen und am 24. März 1985 konnte der Kölner Weihbischof Klaus Dick die renovierte Kirche erneut weihen. An den Brand erinnert in der Kirche ein Kreuz, das aus Balken des abgebrannten Daches angefertigt wurde.
Seit 2009 war die Kirche in Nümbrecht ein Teil der Pfarrei St. Michael in Waldbröl sowie des Seelsorgebereichs „An Bröl und Wiehl“ im Kreisdekanat Oberbergischer Kreis. Seit dem 1. April 2021 wurden die Seelsorgebereiche „An Bröl und Wiehl“ und Morsbach-Friesenhagen zum neuen Sendungsraum „Oberberg Süd“ zusammengefasst. Weiterhin ist die Kirche Teil der Pfarrei St. Michael Waldbröl.

## Architektur
Die Zeltform der Kirche soll Einladung und Glaubensaussage zugleich symbolisieren: „Zelt Gottes unter den Menschen“ (nach Ps 27,5) und Kraftquelle für die Kirche als „wanderndes Gottesvolk“ (Lumen gentium).
Die Kirche weist einen achteckigen Grundriss auf. Dies erinnert an die frühchristlichen Baptisterien, die ersten Taufstätten der Christen. Die Zahl Acht steht für den achten Tag der Schöpfung, an dem Christus auferstand, sowie generell für Neubeginn.

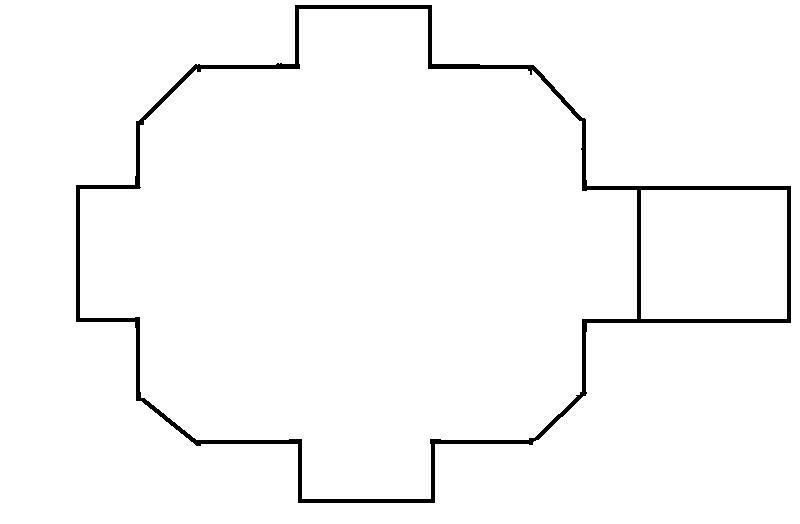
Grundriss der Kirche Heilig Geist Nümbrecht, eindeutig zu erkennen das Achteck

Das Innere der Kirche ist sehr schlicht gehalten, aber enthält viele „versteckte“ Symbole des christlichen Glaubens. Die Wände sind weiß getüncht und stellen, im Kontrast zu den Bronzekunstgegenständen, die Schlichtheit des ganzen Bauwerkes dar. Auffallend sind auch die in verschiedenen Blau- bis Weißtönen gestalteten Glasbausteinfenster eines unbekannten Künstlers. Für jeden Tag eines Jahres ist ein Glasbaustein vorhanden, so dass exakt 365 Glasbausteine zu finden sind. So wird verdeutlicht, dass Gott jeden Tag unter den Menschen ist, Christus das Alpha und das Omega ist. Durch Glasschmelztechnik wurden verschiedene Symbole, die individuell gedeutet werden können, in das Glas eingebracht. Das Blau der Fenster taucht den Kirchenraum in blaues Licht, das die Bedeutung des Baptisteriums unterstreicht: Die Farbe Blau steht für das Wasser der Taufe und das Reich Gottes. Räumliche Wärme erzeugt das hölzern verschalte Dach.
„Mittel-Punkt“, Weg-Begleiter und Ziel des Lebens ist Jesus Christus, der am Kreuz hängend mit ausgebreiteten Armen die Besucher zu sich und den neuen Lebensmöglichkeiten als Christ einlädt. Das Kreuz ist zudem kein reines Passions- oder Auferstehungskreuz, sondern ein Kreuz mit drei Ebenen. Zu sehen ist zuerst nur der Mensch als Kreuz, dann die großen Nägel, die die Passion symbolisieren, und drittens nur noch der Umriss des Gekreuzigten, der in die Gemeinde als Auferstandener hineinreicht. Die Kirche beherbergt viele Kunstwerke wie dieses große Kreuz, das ebenso wie z. B. das Kapellengitter vom Kölner Metallbildhauer Wolfgang Göddertz (1944–2016) geschaffen wurde. Außergewöhnlich ist auch die im Jahr 1994 in Bronze von der Köln-Braunfelder Bildhauerin Hanne Wagenknecht (1925–2019) gefertigte Darstellung Mariens als „Mutter der Zuflucht und Geborgenheit“ mit Jesus im Schoß.

## Glocken der Kirche
Das Zweiergeläut (Duett) der Heilig Geist Kirche mit den Tönen f₂ und e₂ ist eine echte Besonderheit. Während viele Kirchen auf harmonische Intervalle wie Quarten oder Terzen setzen, ergibt die kleine Sekunde eine eher spannungsreiche, fast mahnende Klangfarbe. Diese Kombination ist in der Glockenlandschaft selten, da Sekunden-Intervalle oft als „unruhig“ und „dissonant“ empfunden werden. Doch gerade das verleiht diesem Geläut eine einzigartige Charakteristik, die vermutlich kaum bis ganz selten ein zweites Mal zu hören ist.
| Nr. | Name          | Gussjahr | Gießer                                             | Durchmesser (mm) | Masse (kg) | Schlagton (HT-1/16) | Anmerkung |
| 1   | Heilig Geist  | 1985     | Florence Hüseker, Petit & Gebr. Edelbrock, Gescher | 544              | 100        | f2 −4               | Glocken-Inschrift: „HEILIG GEIST“ NÜMBRECHT 18.04.1984 Die Inschrift erinnert an den Brand am 18. April 1984. |
| 2   | Mutter Gottes | 1849     | Georg Claren, Sieglar                              | 560              | 95         | e2                  | In der Expertise des Glockensachverständigen des Erzbistums von 1981 heißt es: „Um eine besonders wertvolle Glocke des Glockengießers Claren handelt es sich nicht“. Die Glocke hatte vorher drei andere Geläute unterstützt und zwar von Kirchen in Gummersbach (1849 – 1899), Dieringhausen (1899 – 1938) und Osberghausen (1938 – 1981). Erst 1981 kam sie als erste Glocke und „Übergangslösung“ zur Heilig Geist Kirche. Beim Brand 1984 wurde sie beschädigt und als nicht mehr „verwendbar“ eingestuft. Bis 2000 stand sie im Kirchenraum als Mahnung an den Brand. Bei erneuter Begutachtung durch den Glockensachverständigen im Jahr 2000, wurde sie als „voll verwendbar“ eingestuft und ergänzt seitdem das Geläut. Glocken-Inschrift: IM JAHRE 1849 LIES DIE PFARRE GUMMERSBACH DIESE GLOCKEN ZU EHREN DER MUTTER GOTTES DURCH GEORG CLAREN IN SIEGLAR GIESEN |

## Orgel der Kirche
In der Kirche befindet sich eine einmanualige Leihorgel des Orgelbauers Romanus Seifert & Sohn.

## Pfarrer an Hl. Geist
| Amtszeit  | Name                               |
| --------- | ---------------------------------- |
| 1976–1988 | Franz Stausberg                    |
| 1989–1995 | Manfred Melzer, Kölner Weihbischof |
| 1995–2021 | Klaus-Peter Jansen                 |
| 2021–2025 | Tobias Zöller                      |
| 2025–     | Markus Brandt (Pfarrverweser)      |

## Gruppierungen in Hl. Geist in Nümbrecht
- Frauengemeinschaft Nümbrecht
- Familienchor AM HA*ADON
- Messdiener Nümbrecht